# バンディング (色)

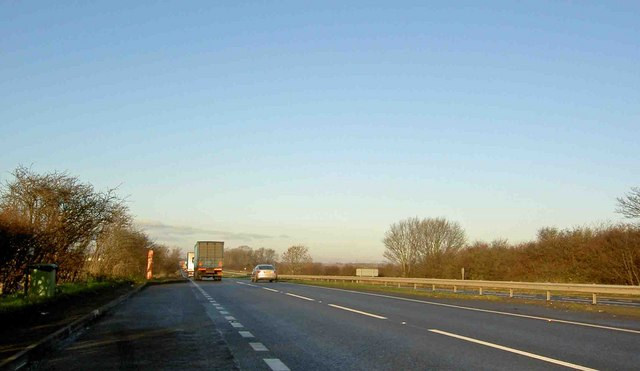
青空のバンディングの例

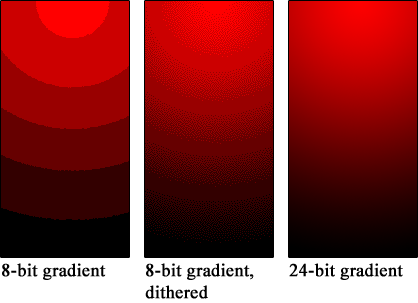
バンディングのイラスト。左の2つの画像では赤チャンネルに3bitのみが使用され、右の画像では8bitが使用されている。

バンディング（英: Colour banding）とは、デジタル画像においてグラデーションに縞模様が現れる色再現の問題であり、デジタルアーティファクトの一種である。トーンジャンプとも呼ばれる。バンディングは、夕焼けや朝明け、澄んだ青空といった緩やかなグラデーションや、画像を大きくぼかした場合などによく現れる。バンディングはポスタリゼーションと非常に似ているが、ポスタリゼーションは一般的に画像の階調を意図的に減らすアート的な効果を指すのに対し、バンディングは望ましくない問題である。
日本国内ではバンディングの意味でマッハバンドと慣例的に呼んでいた事もあったが、これは間違いである。

## バンディングの対策
バンディングは画像のブラー処理では解決しない。
バンディングを防止するためには、16bitなどの大きい色深度で画像処理を行う必要がある。8bitの場合より量子化誤差が小さくなるため、バンディングは非常に認識しづらくなる。素材となる画像や最終表示形式が8bitである場合でも、その中間処理過程はより大きい色深度で実行することでバンディングのリスクは低下する。
また、意図的にノイズを足すことでバンディングを軽減できることがある。ディザリングもバンディング対策としてよく知られている。これらは、いずれも疑似的に多階調に見せることでバンディングを軽減する手法である。